# Володарский, Леонид Вениаминович
Леони́д Вениами́нович Волода́рский (20 мая 1950, Москва — 7 августа 2023, Москва) — советский и российский переводчик, писатель и радиоведущий. Известен главным образом как переводчик многих фильмов, появившихся на советских и российских экранах в 1980-х — начале 1990-х годов, когда озвучивал множество зарубежных кинофильмов.
Автор переводов английской и американской художественной литературы. Одним из первых переводил на русский язык произведения Стивена Кинга.
Интересовался историей разведки. Выступил в качестве автора сценария и ведущего 10-серийного телефильма «Разведка, о которой знали немногие». Автор политического детектива «„Снег“ из Центральной Америки» (про деятельность ЦРУ в Центральной Америке).

## Биография
Родился 20 мая 1950 года в Москве в еврейской семье.
Окончил Московский государственный институт иностранных языков имени Мориса Тореза, где английский язык преподавал его отец Вениамин Иосифович. Мать, Валентина Иосифовна, всю жизнь работала учителем немецкого языка в школе. Владел английским, французским, испанским и итальянским языками. В 1997 году в эфире телепередачи «Тема», а затем — В. Р. Соловьёву в передаче «Страсти по Соловьёву» Володарский рассказал, что английский язык начал учить в возрасте 4 лет.
Работал в Институте Африки АН СССР, затем — в Институте международного рабочего движения АН СССР.
Получил известность среди зрителей за счёт своей манеры речи и специфического произношения. В юности дважды сломал нос (авария и драка), из-за чего имел характерные особенности голоса, в связи с чем о Володарском сложилось мнение как о «переводчике с прищепкой на носу» (в связи с этим также ходила легенда, что голос искажался специально, дабы избежать репрессий со стороны КГБ, хотя вероятность узнаваемости по голосу крайне мала).
Женился в 2022 году после длительных отношений. У жены есть дочь.

### Смерть
По словам Александры, падчерицы Леонида Вениаминовича, в конце 2022 года он упал и ударился головой, что спровоцировало увеличение застарелой гематомы в голове. В конце июля 2023 года произошёл разрыв сосудов головного мозга, был сепсис. 6 августа Леонида перевели в реанимацию, состояние врачи оценивали как критическое.
Умер, не приходя в сознание, 7 августа 2023 года в возрасте 73 лет в Москве из-за сердечной недостаточности. Церемония прощания с Володарским прошла 11 августа в ЦКБ №1 Управления делами президента. Прах захоронен в могиле родителей на Хованском кладбище.

## Переводы кинофильмов
«Меня мой голос не интересует совсем. Было время, я занимался переводами фильмов, и теперь меня в первую очередь узнают по голосу, постоянно спрашивают про прищепку на носу. Мне это не нравится. Я не оперный певец, и голос не имеет никакого отношения к моей индивидуальности. Говорят, что он стал частью истории? Ну и хорошо. А я живу сегодня».
Володарский начал переводить кино в 1968 году. Работал на кинофестивалях. В конце 1970-х (не позже 1979 года) с приходом на рынок VHS-кассет с видеофильмами к услугам Володарского обращаются видеопираты. По этой причине часто вызывался в качестве свидетеля в КГБ, милицию и прокуратуру. За 30 лет непрерывной практики Володарским было переведено более 5000 картин.
Особенность работы Володарского, по его собственным высказываниям, в том, что фильмы он переводил синхронно и с первого раза. Никогда не смотрел фильмы с собственным переводом.
1. В 2001 году озвучил совместный американско-российский фильм «Гладиатрикс».
2. 2002 год — переводит фильм Нормунда Лациса «Шоссе Энтузиастов».
3. 2004 год — читает закадровый текст в телесериале «Спецназ по-русски 2» (реж. С. Мареев), в видеоигре The Suffering[18][19].
4. В 2005 году совместно с С. Лукьяненко и по инициативе писателя сделал пародийную озвучку (специальный гоблинский перевод) фильма Тимура Бекмамбетова «Ночной дозор» под названием «Ночной базар». Сам Лукьяненко объяснил эту работу тем, что хотел сделать смешную озвучку раньше, чем до фильма доберётся «Гоблин» (Д. Ю. Пучков).
5. 2006 год — читает закадровый текст в фильме «Испанский вояж Степаныча» (реж. М. Воронков).
6. 2008 год — читает закадровый текст в фильме «Мираж» (реж. Т. Кеосаян).
7. В 2010 году сделал специальный авторский перевод картины «Неудержимые» Сильвестра Сталлоне для выпуска на DVD и Blu-Ray, имитируя старые переводы эпохи VHS.
8. В 2012 году озвучил фильм «Джанго освобождённый».
9. В 2021 году прочёл закадровый текст в пародии на мультсериал «Люди Икс» — «Чудо-люди», вышедшей в рамках проекта Сыендука и Егора Лоскутова «Я это уже видел».

В 2015 году вышел получасовой фильм «Кунг Фьюри», и музыкальное сообщество «E:\music\Retrowave» начало собирать средства на переозвучку фильма голосом Володарского. Выяснилось, что авторы кинофильма запретили публичный сбор средств на неофициальные переиздания, и проект получил стороннюю финансовую помощь. После завершения работы Володарский предоставил готовую аудиодорожку на носителе MiniDisc, и затем в студии дорожка была наложена на видео. После сведения версия фильма в озвучке Володарского была опубликована на YouTube и «ВКонтакте».

## Работа на радио и телевидении
- С конца 1990-х по середину 2000-х годов сотрудничал с телекомпаниями «НТВ» и «НТВ+»[21][22] в качестве переводчика текстов диалогов в иностранных телесериалах и кинофильмах («Полиция Майами: Отдел нравов», «Любовь и тайны Сансет Бич», «Клан Сопрано», Бондиана и др.) для студий озвучивания[23][24]. Читал текст в заставках в сборнике эротических шуток «Обнажённые махом», вышедшем на «НТВ» в ночь на 1 января 1997 года. В 2003 году выполнил одноголосый перевод телесериала «Клиент всегда мёртв» для данного телеканала[23], тогда же представлял авторский блок показа кинофильмов в своём переводе «Отличное кино»[24]. В 2007 году по приглашению Анны Дмитриевой в паре с Владимиром Гомельским комментировал ретроспективные трансляции игр NBA на «НТВ-Плюс»[25][26].
- 2000 год: Автор и ведущий радиопередачи программы «Утренник Леонида Володарского» на радиостанции «Милицейская волна»[27].
- 2000 год: Автор сценария и ведущий 10-серийного телефильма о советских разведчиках 1920—30-х годов «Разведка, о которой знали немногие» на телеканале «Культура»[28].
- 2004 год: Автор и ведущий телевизионной программы «Код 3224»[29] на канале «Rambler Телесеть».
- 2005 год: Автор сценария телевизионной передачи телеканала «Россия» «Секс, ложь, видео — СССР», посвящённой теме переводчиков VHS в СССР.
- Автор и ведущий радиопередачи «Право на отдых» (просуществовала около года на волнах московской радиостанции «Новости On-Line»)[30].
- Автор и ведущий радиопередачи «Однажды на Дожде» на FM-радиостанции «Серебряный дождь»[21] (с 16 сентября 2002 года, закрыта в сентябре 2009 года).
- Прочитал в эфире радио сказку «Зоки и Бада» Ирины и Леонида Тюхтяевых (выпущена на CD)[31].
- С сентября 2009 по август 2010 года на радиостанции «Русская Служба Новостей» по выходным вёл передачу «С 3 до 7 с Володарским»[32][33].
- С 8 октября по 17 декабря 2011 года вёл программу «Шоу с Леонидом Володарским» на «Радио Маяк».
- В 2013 году был соведущим YouTube-передачи «Эмуляторы 2х001».
- С марта 2014 по ноябрь 2022 года вёл по выходным дням авторскую программу на Радио «Говорит Москва», где исследовалась история России советского периода[34].

Часто снимался в телевизионной рекламе и озвучивал некоторые рекламные ролики.

## Взгляды
О своём отношении к советскому периоду российской истории Володарский рассказал в одном из своих интервью:

Я не разделяю позиции тех, кто считает, что с 1917 до 1991 года в нашей истории не было ничего хорошего. Тех, кто говорит «в этой стране». Если ты гражданин другой страны, тогда мне понятно. Но если ты живёшь здесь? Когда я слышу «у нас, в стране дураков», я говорю: стоп, я не в стране дураков живу. Или когда мне говорят — «совок», я говорю, секундочку, это, может быть, кто-то жил в «совке», а я жил в Советском Союзе. У меня, как у любого нормального человека, была масса претензий к государству, но глупо закрывать глаза на всё то хорошее, что было. Что, дети в детский сад не ходили? Молока им не давали? Было очень хорошее высшее образование. Я учился в одном классе с мальчиком из рабочей семьи, который решил поступать в МГИМО — это был 1967 год. И он поступил в МГИМО без всяких связей. Так что в исторических оценках нужно стараться быть объективным.

Негативно оценивал деятельность президента СССР Михаила Горбачёва и первого президента РФ Бориса Ельцина, считая, что «они оба нанесли России такой вред, которого даже не смог нанести Пётр I». Украинские события 2013—2014 годов в июне 2014 года охарактеризовал как «большую победу американцев или западного мира».
Положительно отзывался о переводах Дмитрия Пучкова (Гоблина).

## Критика
По мнению режиссёра Юрия Грымова, переводы Володарского — это большая катастрофа, так как «из-за гнусавых интонаций „убиваются“ эмоции актёров».

## Книги
- Володарский Л. В. „Снег“ из Центральной Америки: Повесть // Поединок. Выпуск 13 / Сост. Э. А. Хруцкий. — М.: Московский рабочий. — С. 132—211. — 432 с. — 100 000 экз.
- Володарский Л. В. „Снег“ из Центральной Америки: Повесть. — М.: Московский рабочий, 1988. — 109 с. — (Библиотека „Поединка“). — 100 000 экз. — ISBN 5-239-00531-1.
- Володарский Л. В. „Снег“ из Центральной Америки: Повесть // „Снег“ из Центральной Америки. Жёлтый дракон ЦЗЯО. Картины города при вечернем освещении. — М.: Прогресс, 1990. — 447 с. — (Советский детектив). — 300 000 экз. — ISBN 5-01-003391-7.

## Литературные переводы
Поле боя / Сражение
- Кинг С. Сражение // Юный техник. — 1981. — № 10. — С. 32—39. Тираж: 1884500 экз.
- Кинг С. Поле боя // Сборник научной фантастики. Выпуск 30. — М.: Знание, 1985. — С. 200—206. — 240 с. — 150 000 экз.
- Кинг С. Поле боя // Мёртвая зона. — М.: Молодая гвардия, 1987. — С. 400—409. — 429 с. — 200 000 экз.
- Кинг С. Сражение // Сражение. — Баку: Нашир (Рекламно-издательский кооператив при издательстве «Азернешр»), 1990. — С. 3—20. — 68 с. — (Золотые крупицы мировой фантастики). — 100 000 экз. — ISBN 5-552-00711-5.
- Кинг С. Сражение // Невероятный мир / Сост. В. И. Малов, Андрей Матвеев. — М.: Юный техник, 1991. — С. 153—160. — 240 с. — 150 000 экз.
- Кинг С. Сражение // Похоронная компания / Сост. С. Э. Таск. — Владивосток: Дальневосточное книжное издательство, 1991. — С. 335—344. — 432 с. — (Тихоокеанская библиотека). — 50 000 экз. — ISBN 5-7440-0222-7.
- Кинг С. Поле боя // Коллекция трупов. — М.: Кэдмэн, 1992. — С. 408—418. — 430 с. — (Мастера остросюжетной мистики). — 100 000 экз. — ISBN 5-85743-001-1.
- Кинг С. Сражение // Бесконечная игра / Сост. Вл. Гаков. — М.: Знание, 1992. — С. 223—230. — 272 с. — (Научная фантастика). — 40 000 экз. — ISBN 5070023691, ISBN 9785070023692.
- Кинг С. Поле боя // Похоронная компания. — Барнаул: Алтай, 1993. — 480 с. — 20 000 экз. — ISBN 5-87798-008-4.
- Кинг С. Поле боя // Ночная смена. — М.: АСТ, 2005. — 352 с. — (Мировая классика). — 3000 экз. — ISBN 5-17-030064-6.

Корпорация «Бросайте курить»
- Кинг С. Корпорация «Бросайте курить» // Ровесник. — 1984. — № 12. — С. 26—29. Тираж: 1100000 экз.
- Кинг С. Корпорация «Бросайте курить» // Мёртвая зона. — М.: Молодая гвардия, 1987. — С. 379—400. — 429 с. — 200 000 экз.
- Кинг С. Корпорация «Бросайте курить» // Сражение. — Баку: Нашир (Рекламно-издательский кооператив при издательстве «Азернешр»), 1990. — С. 21—66. — 68 с. — (Золотые крупицы мировой фантастики). — 100 000 экз. — ISBN 5-552-00711-5.
- Кинг С. Корпорация «Бросайте курить» // Похоронная компания / Сост. С. Э. Таск. — Владивосток: Дальневосточное книжное издательство, 1991. — С. 293—313. — 432 с. — (Тихоокеанская библиотека). — 50 000 экз. — ISBN 5-7440-0222-7.
- Кинг С. Корпорация «Бросайте курить» // Похоронная компания. — Барнаул: Алтай, 1993. — 480 с. — 20 000 экз. — ISBN 5-87798-008-4.
- Кинг С. Корпорация «Бросайте курить» // Ночная смена. — М.: АСТ, 2005. — 352 с. — (Мировая классика). — 3000 экз. — ISBN 5-17-030064-6.

Жестокое убийство разочарованного англичанина
- Клив Б. Жестокое убийство разочарованного англичанина // Бивор Э. В интересах государства. Хоуки Р. Побочный эффект. Клив Б. Жестокое убийство разочарованного англичанина / Сост. Г. А. Анджапаридже. — М.: Радуга, 1985. — (Английский политический детектив). — 100 000 экз.
- Клив Б. Жестокое убийство разочарованного англичанина // Вале П. Гибель 31-го отдела. Клив Б. Жестокое убийство разочарованного англичанина = Mord pa 31:A vaningen. Violent Death of a Bitter Englishman. — М.: Радуга. — 336 с. — (Зарубежный детектив). — 100 000 экз. — ISBN 5-05-004060-4.